# Маргарита Стюарт, дофина Франции
Маргари́та Стюа́рт, дофи́на Фра́нции (англ. Margaret Stewart, Dauphine of France), или Маргари́та Шотла́ндская (англ. Margaret of Scotland, фр. Marguerite d'Écosse; 25 декабря 1424, Перт, Шотландия — 16 августа 1445, Шалон-ан-Шампань, Королевство Франция) — принцесса из дома Стюартов, урождённая принцесса Шотландская, дочь Якова I, короля Шотландии. Первая супруга дофина Франции Людовика, будущего короля Франции под именем Людовика XI.

## Биография

### Происхождение
Маргарита родилась в Эдинбургском замке на Рождество 1424 года. Она была первым ребёнком и старшей дочерью шотландского короля Якова I и Джоан Бофорт, двоюродной сестры английского короля Генриха VI. По линии отца принцесса приходилась внучкой Роберту III, королю Шотландии, и Аннабеле Драммонд из шотландского клана Драммондов. По линии матери была внучкой Джона Бофорта, 1-го графа Сомерсета, и Маргариты Холланд, английской аристократки из рода Холландов.
Маргарита имела красивую внешность и добрый нрав. Как и две младшие сестры, она унаследовала от отца увлечение литературой и поэтическое дарование, имела личную библиотеку.

### Брак
В 1427 (или 1428) году французский король Карл VII направил послов к Якову I с предложением о браке принцессы Маргариты с его сыном, принцем Людовиком. Переговоры от имени французского короля вёл поэт Ален Шартье, один из предшественников французского ренессанса. Кроме него, в посольство входили Рено де Шартр, архиепископ Реймса, и глава шотландских наёмников во французском королевстве Джон Стюарт из Дарнли. Соглашение сторонами было достигнуто в Перте 19 июля 1428 года и ратифицировано французским королём в Шалоне 30 октября того же года.
В итоге Яков I согласился отправить Карлу VII шесть тысяч шотландских наёмников. Со своей стороны, французский король обязался в случае, если Маргарита не станет королевой после брака, ежегодно выплачивать ей по пятнадцать тысяч ливров. Также стороны договорились о том, что если дофин умрёт прежде завершения брака, то принцесса должна будет выйти замуж за другого сына французского короля, если таковой появится, или получит компенсацию в размере четырёхсот тысяч золотых крон. Если до завершения брака умрёт она, то дофин должен будет жениться на одной из её сестёр. По просьбе отца Маргарита осталась в Шотландии до достижения более зрелого возраста.
Брак был заключён по политическим соображениям: Франция надеялась на военную помощь со стороны Шотландии в Столетней войне с Англией, в то время, как Англия предложила Шотландии территориальные уступки и вечный мирный договор при условии отказа от этого брака. Яков I обратился к духовенству и знати за советом. Мнения среди духовенства разделились, знать же категорически отвергла все предложения английского короля. Шотландский король согласился с мнением знати, и в 1436 году Маргарита покинула родину на борту корабля в Данбаре в сопровождении французского посольства и отряда шотландцев, охранявших принцессу от нападения со стороны англичан. Кортеж вступил на территорию французского королевства недалеко от порта Ла-Рошель. Некоторое время Маргарита провела в Ньёльском монастыре, прежде чем смогла продолжить путешествие ко двору в Туре.
23 или 24 июня 1436 года тринадцатилетний жених и одиннадцатилетняя невеста были представлены друг другу. На следующий день в часовне замка в Туре состоялась церемония бракосочетания, которую провёл реймский архиепископ Рено де Шартр. Свадьба была очень скромной. Жених выглядел старше своих лет. Невеста была похожа на красивую статуэтку. Карл VII был одет неопрятно; на нём были серые брюки для верховой езды и не снятые шпоры. Свадебный приём длился недолго, а по его окончании гостей-шотландцев вытолкали за двери. Причиной такого поведения была бедность французского двора, который не мог себе позволить длительные свадебные торжества. Однако всё это было воспринято шотландцами как оскорбление.
После церемонии придворные медики посоветовали отложить консуммацию брака из-за относительной незрелости невесты и жениха. Маргарита продолжила обучение, а Людовик вместе с отцом отправился в путешествие по феодам королевства, лояльным короне. Во время этого путешествия король даровал ему титул дофина.

### Жизнь при дворе

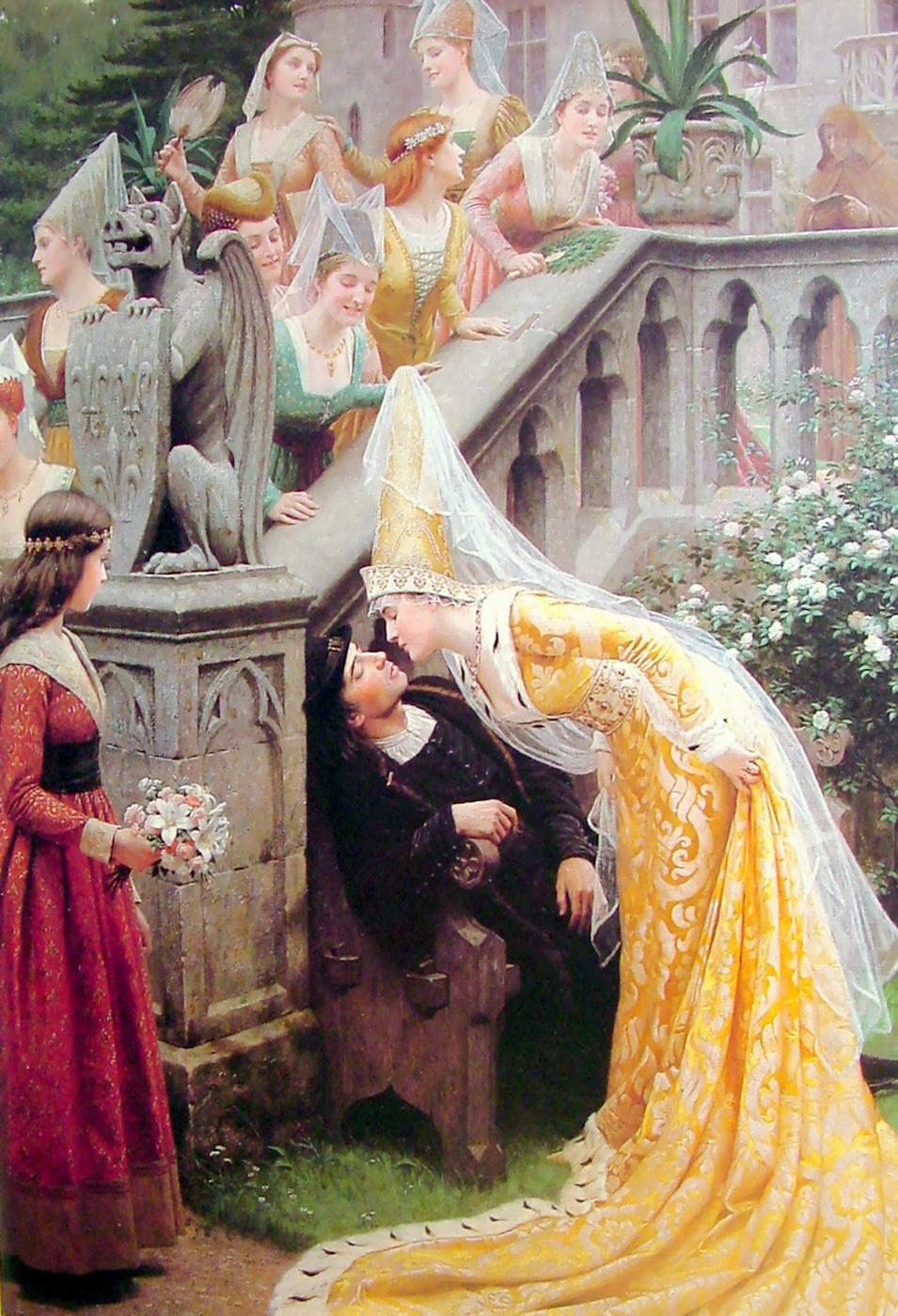
Сцена поцелуя кисти Лейтона (1903)

При дворе Маргарита покровительствовала писателям и поэтам, среди которых были Жанна Фийоль и Луиза де Бошатель. Дофина прекрасно владела французским языком. Она сочиняла на нём стихи — рондо и баллады.
Отношения Маргариты с супругом были напряжёнными. Он не разделял её страстного увлечения поэзией. Все стихи дофины были сожжены мужем сразу после её смерти. Сложные отношения с Людовиком во многом были связаны с непростыми отношениями наследного принца с королём-отцом, с которым у его жены, напротив, существовало взаимопонимание и уважение. Хорошими у Маргариты были отношения и с матерью мужа.
В «Истории французской поэзии» аббат Гийом Массье записал исторический анекдот: Маргарита, прогуливаясь по дворцу, увидела спящего поэта Алена Шартье и поцеловала его. На упрёки своих фрейлин королева ответила, что поцеловала не человека, а уста, одарённые поэтическим талантом, и поступок её оставит память о ней на века. В некоторых источниках вместо Маргариты называется Анна Бретонская. Историк Кейти Стивенсон; специалист по средневековой истории Шотландии, в книге «Власть и пропаганда: Шотландия 1306—1488» утверждает, что автором этого исторического анекдота является сам Ален Шартье, использовавший страстное увлечение Маргариты поэзией в клеветнической кампании против неё. Однако подобное утверждение не бесспорно, так как датой смерти поэта принято считать промежуток времени между 1430 и 1433 годами, то есть он умер до свадьбы Маргариты и Людовика.

### Смерть

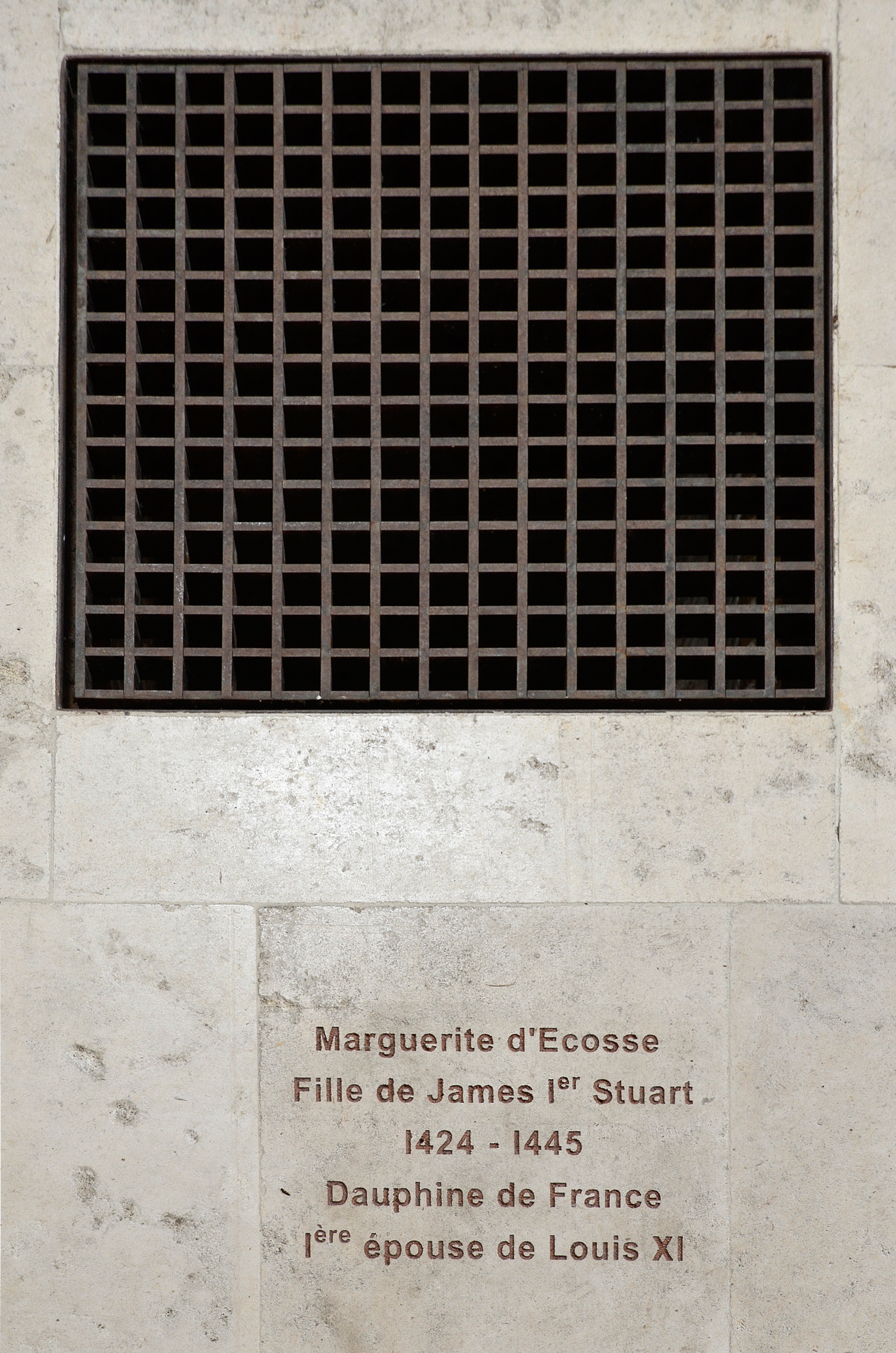
Место захоронения дофины

Маргарита умерла 16 августа 1445 года в Шалон-сюр-Марн от воспаления лёгких. За несколько дней до смерти она с фрейлинами присоединилась к паломничеству, совершавшемуся придворными. Стояла жаркая погода, по возвращению из паломничества дофина разделась в своей каменной опочивальне. На следующее утро у неё появилась лихорадка.
Болезненное состояние принцессы усугубляли переживания из-за слухов о её супружеской неверности, которые распространял бретонский наёмник на службе у короля Карла VII — Жаме де Тилей, бальи Вермандуа. Во время пребывания двора в Нанси он увидел, как вечером в своих покоях дофина находилась в окружении фрейлин и некоторых придворных мужчин. На смертном одре Маргарита утверждала, что хранила верность супругу и обвинила Жаме де Тилея в убийстве словом.
Обрушившаяся на неё клевета окончательно привела дофину в подавленное состояние. По преданию, её последними словами, сказанными в ответ на увещевания друга, призывавшего её встрепенуться и жить, были: «Тьфу на жизнь! Не говори больше об этом со мной» (фр. Fi de la vie! qu'on ne m'en parle plus). Её похоронили в Шалонском соборе, а позднее перезахоронили в Ланском аббатстве в Туаре.
Прошло чуть больше пяти лет после её смерти, когда овдовевший супруг снова женился. Второй супругой Людовика стала Шарлотта Савойская, в браке с которой у него родились восемь детей, но до совершеннолетия дожили только три ребёнка: дофин Карл, будущий король Франции под именем Карла VIII, и принцессы Анна и Жанна.

## Ссылка
- Kim Ar. Margaret Stewart, Dauphine of France (1424—1445) (англ.). www.weavingthetapestry.com. — Weaving the Tapestry. Дата обращения: 29 декабря 2016.
- Jeanne Filleul (фр.). www.arlima.net. — Biographie. Дата обращения: 29 декабря 2016.
- Marguerite d’Écosse (1424 — 16 août 1445). Église abbatiale Saint-Laon de Thouars (фр.). www.tombes-sepultures.com. — Tombes et sepultures dans les cimetieres et autres lieux. Дата обращения: 29 декабря 2016.
- Lundy D. Louis XI, Roi de France (англ.). www.thepeerage.com. — A genealogical survey of the peerage of Britain as well as the royal families of Europe. Дата обращения: 29 декабря 2016.